# Латвийско-туркменские отношения
Латвийско-туркменские отношения или Туркмено-латвийские отношения — двусторонние дипломатические отношения между Латвийской республикой и Туркменистаном, установленные в январе 1993 года. Латвия не имеет официального дипломатического представительства в Туркменистане, эти функции выполняет посольство Латвии в Узбекистане. Послом Латвии в Туркменистане является Михаил Попков.

## История
Дипломатические отношения были установлены между двумя странами в январе 1993 года.
В октябре 2008 года состоялся первый официальный визит президента Латвии в Туркменистан. В рамках визита президент Латвийской республики Валдис Затлерс посетил город Туркменбаши, где почтил память президента Карлиса Ульманиса.
В 2009 году между правительствами Латвийской Республики и Туркменистана было заключено соглашение «Об экономическом, промышленном, научном и техническом сотрудничестве».
В мае 2013 года состоялся официальный визит президента Латвии Андриса Берзиньша в Ашхабад, где проходили переговоры с президентом Туркменистана Гурбангулы Бердымухамедовым.